# 爱德华·赫尔岑
爱德华·赫尔岑（Édouard Herzen，（1877年—1936年））是一名俄罗斯裔比利时化学家。在二十世纪物理学和化学的发展中，有很大影响。他与实业家欧内斯特·索尔维合作，并参加了第一、二、四、五、六、七届索尔维会议。

## 生平
亚历山大·伊万诺维奇·赫尔岑之孙。1902年，爱德华发表了一篇关于表面张力的论文。1921年他成为l'Institut des Hautes-Études研究所的物理和化学科学部的主任。
1924年，与亨德里克·洛伦兹在巴黎科学院合作发表了一篇名为(The Reports of Energy and Mass After Ernest Solvay)的报告。